# Xinghua (sockenhuvudort i Kina, Hubei Sheng, lat 31,28, long 114,62)
Xinghua (kinesiska: 杏花) är en sockenhuvudort i Kina. Den ligger i provinsen Hubei, i den centrala delen av landet, omkring 84 kilometer nordost om provinshuvudstaden Wuhan. Antalet invånare är 86 479. Befolkningen består av 41 630 kvinnor och 44 849 män. Barn under 15 år utgör 16,0 %, vuxna 15-64 år 75 %, och äldre över 65 år 7,0 %.
Runt Xinghua är det tätbefolkat, med 383 invånare per kvadratkilometer. Xinghua är det största samhället i trakten. Trakten runt Xinghua består till största delen av jordbruksmark.
Genomsnittlig årsnederbörd är 1 531 millimeter. Den regnigaste månaden är juli, med i genomsnitt 270 mm nederbörd, och den torraste är december, med 19 mm nederbörd.